# Isla Pangavini
Isla Pangavini (en inglés: Pangavini Island; o llamada simplemente Pangavini) es una isla deshabitada en Tanzania, al norte de la capital del país, Dar es Salaam. Es además una de las cuatro islas de la Reserva Marina de Dar es Salaam (por sus siglas en inglés: DMR).